# Klaaskreek
Klaaskreek é um subúrbio de Suriname, que pertence ao distrito de Brokopondo. Tem uma população de 1.300 habitantes (Censo 2004).
Em 2007, estabeleceu um centro de formação técnica em agricultura e biologia Klaaskreek para ensinar técnicas agrícolas aos moradores da região e melhorar a produção da área